# Alfons Ryserhove
Alfons Ryserhove (Knesselare, 5 november 1920 – aldaar, 11 december 1997) was een Vlaams schrijver.
Hij was de zoon van Adolf Ryserhove en Maria Quissens en gehuwd met Maria Claeys. De Oost-Vlaming was eerst onderwijzer, nadien diocesaan inspecteur Lager Onderwijs, maar genoot in bredere kring vooral bekendheid als heemkundige en auteur van heemkundige werken. Daarnaast schreef hij ook een aantal jeudboekjes 

## Moorden van Beernem
Vooral om zijn verhalenreeks over de moorden van Beernem kreeg hij veel aandacht, vanwege de vraag wat zich daar te Beernem afspeelde tussen en tijdens de beide wereldoorlogen.
Hij reisde gans Vlaanderen af om zijn verhaal aan de man te brengen in een tijd waar het niet gemakkelijk was om aan informatie te komen. Vele van dichtbij betrokken mensen durfden - jaren na de feiten - nog niet te spreken over de gebeurtenissen omwille van een of andere (familie)verband.
Met een situatiekaart aan de muur kon hij de luisteraars stilaan laten inleven in het verleden en hun uren boeiende informatie geven over de omstandigheden en het meestal sociaal onrecht uit die tijd. En hoe de verschillende - toen nog niet gescheiden - machten samenwerkten om een en ander in de doofpot te krijgen.
In 1991 kwamen deze verhalen op de BRT-televisie onder de naam De bossen van Vlaanderen. Met Jo De Meyere in de hoofdrol gespeeld met een fictieve naam, maar in het echt de rol van weekblad-uitgever Victor de Lille. Die jarenlang al het onrecht in Beernem aanklaagde en een steun was voor de gedupeerde families.
Katrien Rysenhove (Beernem, 1957), de dochter van Alfons, verwerkte de boeken van haar vader in haar non-fictiewerk Hector, de moorden van Beernem (2003) en in haar historische non-fictiethriller De moorden van Beernem (2004).